# Galegos (Póvoa de Lanhoso)
Galegos ist eine Gemeinde im Norden Portugals.

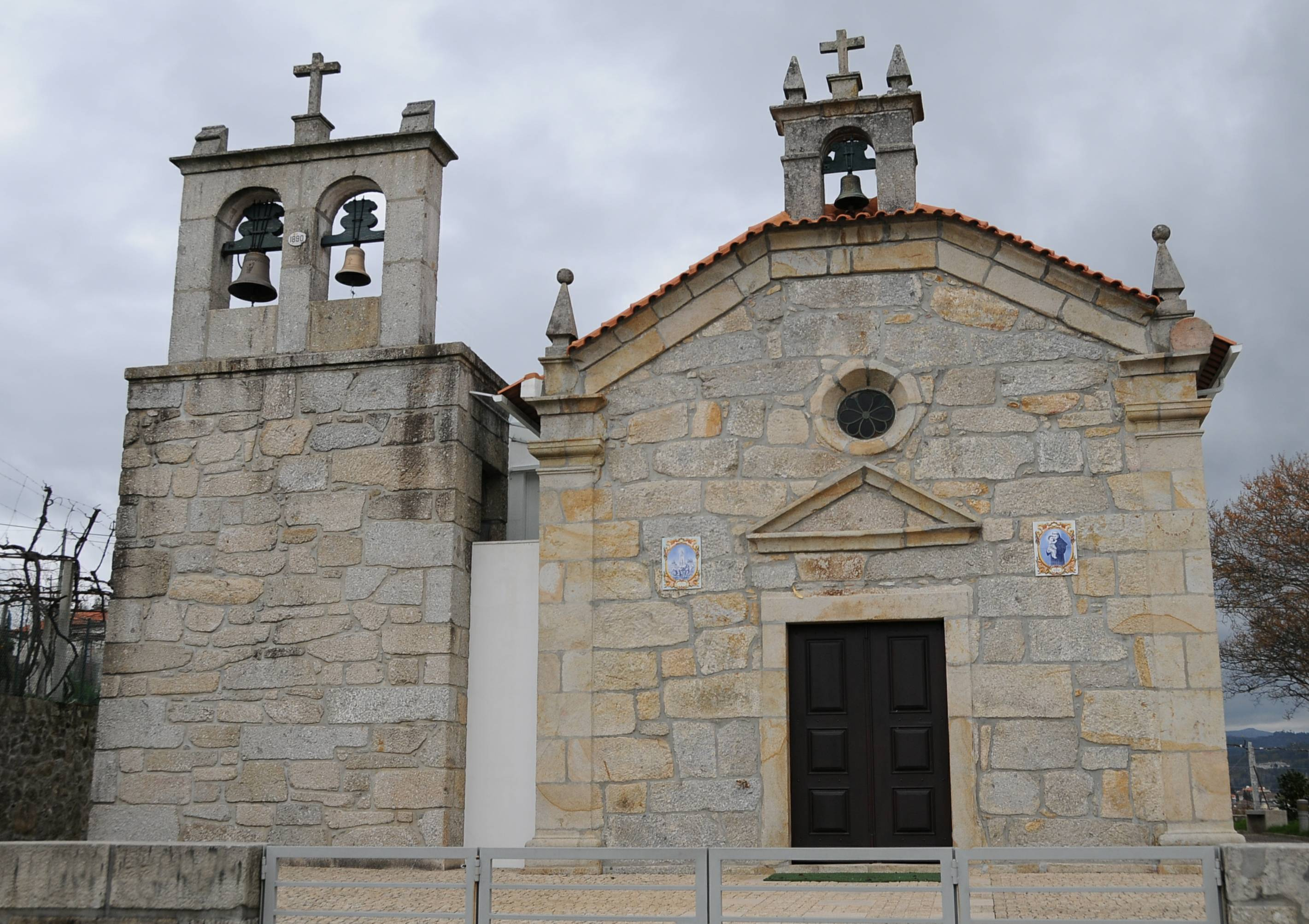
Kirche von Galegos

Galegos gehört zum Kreis Póvoa de Lanhoso im Distrikt Braga, besitzt eine Fläche von 2,94 km² und hat 559 Einwohner (Stand 19. April 2021).